# Cazando luciérnagas
Cazando luciérnagas es una película dramática colombiana de 2013 dirigida por Roberto Flores Prieto con guion de Carlos Franco, protagonizada por Marlon Moreno y Valentina Abril. Fue exhibida en eventos internacionales como el Festival de cine de Roma, el Festival de cine Iberoamericano de Huelva y el Festival Internacional de cine de Chicago. Ganó en cuatro categorías en el Festival de cine de Gramado en Brasil en el 2013.

## Sinopsis
Manrique es el vigilante de una recóndita mina de sal en el Caribe colombiano. Allí en ese lejano paraje conoce una perra que caza luciérnagas en las noches y a su hija, Valeria, cuya existencia desconocía. Este solitario hombre encontrará en ambas apariciones un aliciente para seguir viviendo.

## Reparto
- Marlon Moreno - Manrique
- Valentina Abril - Valeria